# セーシェル第一共和国

セーシェル共和国
Republic of Seychelles (英語)

国歌: En Avant（フランス語）
前へ
セーシェル共和国の位置

セーシェル第一共和国（セーシェルだいいちきょうわこく、英語: First Republic of Seychelles）は、イギリスから独立してから短期間存在した国家である。
1975年には、ジェイムス・マンチャムを大統領、フランス＝アルベール・ルネを首相とする連立政権が樹立された。1976年6月29日に、イギリス連邦内にて独立した共和国となる合意を得られた。
1977年6月4日、マンチャムが国際会議のため海外に滞在している間に発生したクーデターによってマンチャムは失脚、ルネが大統領に就任したことで連立政権は崩壊し、1991年まで続く一党独裁体制が形成された。